# Jānis Lūsis
Jānis Lūsis (Jelgava, 19 de maio de 1939 – 29 de abril de 2020) foi um atleta letão, campeão olímpico do lançamento de dardo.

## Biografia
Nascido na Letônia, então parte integrante da União Soviética, competiu nesta modalidade em três Jogos Olímpicos, Tóquio 1964, Cidade do México 1968 e Munique 1972, conquistando, respectivamente, um bronze, um ouro – com um recorde olímpico, 90,10 m – e uma prata. Além das conquistas olímpicas, foi também duas vezes recordista mundial  em 1968 e 1972, quatro vezes campeão europeu e doze vezes campeão soviético entre 1962 e 1976. Considerado o maior na sua especialidade dos anos 60 e 70, a IAAF - Federação Internacional de Atletismo, o considera um dos três maiores nomes do lançamento do dardo em todos os tempos.
Após encerrar a carreira, tornou-se técnico de atletismo. Foi casado com Elvira Ozolina, campeã olímpica feminina do dardo em Roma 1960.
Lūsis morreu no dia 29 de abril de 2020, aos 80 anos.